# Zhaohui
Jaohui (mandchou : ᠵᠠᠣᡥᡡᡳ, translittérations Möllendorff : Jaohūi, Abkai (大清)：Jauhvi, Da Cidian : Zhaohuui) ou Zhaohui (chinois : 兆惠 ; pinyin : zhàohuì) est un officier militaire mandchou de la bannière mandchoue jaune, ayant notamment participé a la fin de la Guerre Dzoungar-Qing en Dzoungarie, contre Amoursana.

## Biographie
Au printemps 1757, il vainc les Oïrats dans le massif du Tarbagataï. Leur dirigeant, Amoursana, doit fuir en Russie ou il meurt en septembre à Tobolsk.
En 1760, l'empereur Qianlong, réserve au commandant en chef Zhaohui et à son armée, comprenant des musulmans, un accueil rituel, à Huangxinzhuang (黄辛庄) à Liangxiang (aujourd'hui dans le district de Fangshan à Pékin), à 30 km de la cité interdite. Il y fait pour cela dresser une tente jaune.
Il décède à Shuntian Fu (en) (aujourd'hui Pékin), le 10 décembre 1764.